# Irigny
Irigny é uma comuna francesa na região administrativa de Auvérnia-Ródano-Alpes, no departamento de Ródano. Estende-se por uma área de 8,84 km². Em 2010 a comuna tinha 8 816 habitantes (densidade: 997,3 hab./km²).